# スパークプラズマ焼結
スパークプラズマ焼結（SPS）、 別名電界支援焼結法（FAST）、 またはパルス電流焼結（PECS）、あるいはプラズマ圧縮成形（P2C）は焼結技術の一種である。
SPSの主な特徴は、パルスまたは連続の直流（DC）または交流（AC）電流が、電気伝導性試料の場合、グラファイトダイおよび粉体コンパクトの両方を直接通過することである。粉体の高密度化においてジュール熱が支配的な役割を果たし、従来の焼結に比べて低温で理論密度に近づけることができる。 従来の熱間等方圧プレスでは外部加熱素子が熱を供給するのに対し、SPSでは内部発熱であるため、非常に速い加熱・冷却速度（最大1000K/分）が可能で、一般的に数分以内で焼結が終了する。この速さにより、ナノサイズ粉体の粗大化を抑えたまま焼結でき、磁性、 電気磁気効果、 圧電性、 熱電性、 光学特性、 衝撃圧縮、 生体材料など多様な用途で利用されている。また、カーボンナノチューブの焼結にも用いられ、電子放出電極開発に貢献している。 SPS装置の動作は以下動画リンクで説明されている。 「スパークプラズマ焼結」という呼称は一般的であるが、火花やプラズマが存在しないため誤解を招く用語であることが実験的に示されている。 電流使用が密度向上を促進し、機能勾配軟磁性材料作製のツールとしても有効である。 また従来法に比べ、焼結WC-FeAl複合材の耐酸化性・耐摩耗性の改善も報告されている。

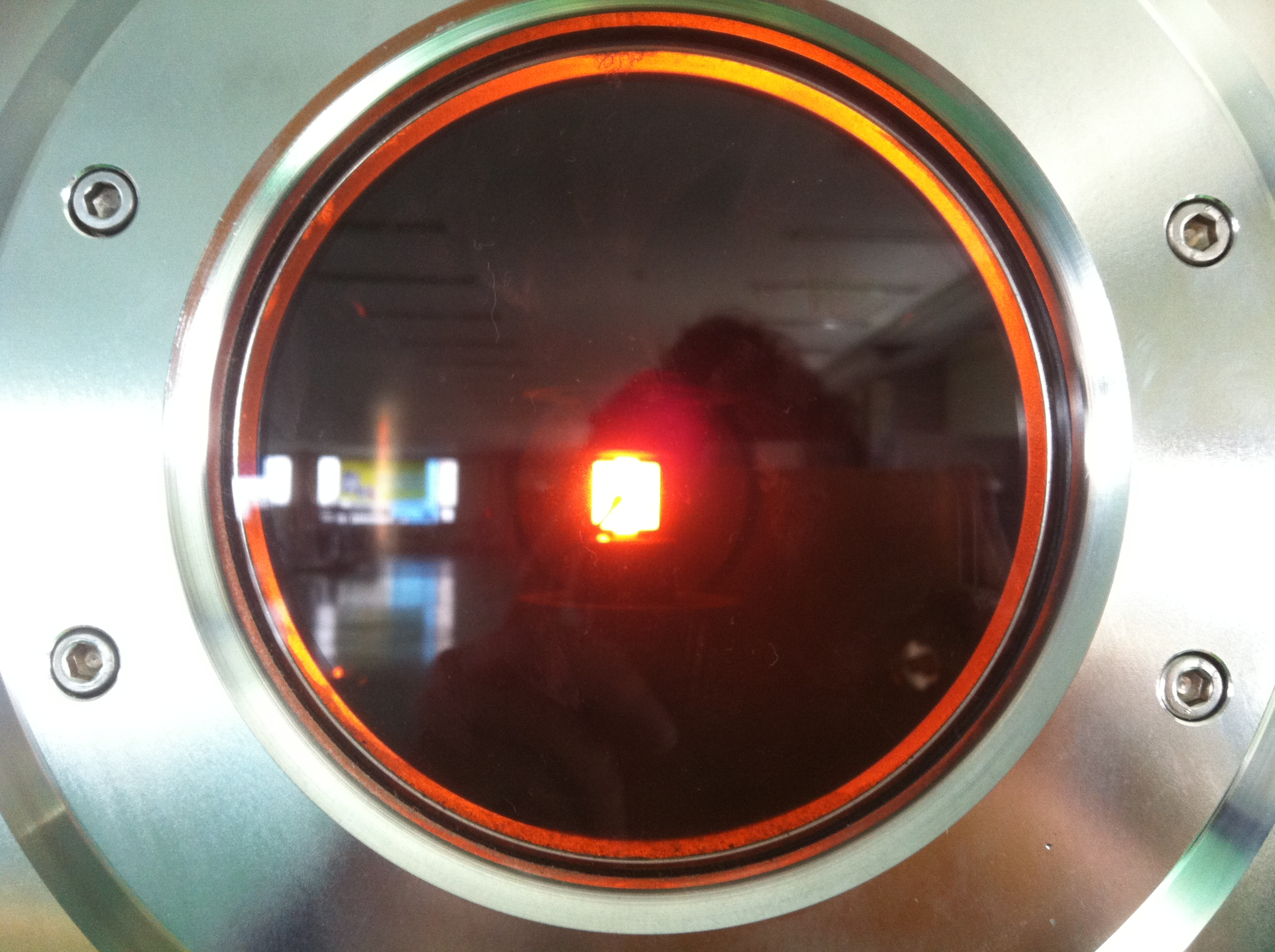
温度と圧力を伴う焼結の例

## ハイブリッド加熱
FAST/SPS法と外部から加熱する追加加熱システムを組み合わせることで熱勾配を最小化し、加熱速度と均一性を同時に向上できる。
2012年にスペインにて世界最大のハイブリッドSPS-熱間プレス焼結装置が設置され、400mmまでの大型セラミックブランクの高密度成形が欧州FP7プロジェクトHYMACERで進行中である。
SPS（プラズマ圧縮成形）装置は商用利用も進み、研究室外で防弾チョッキ、ロケットノズル、カーボンファイバー複合材などの生産に用いられている。